# Titanogrypa fimbriata
Titanogrypa fimbriata är en tvåvingeart som först beskrevs av Aldrich 1916.  Titanogrypa fimbriata ingår i släktet Titanogrypa och familjen köttflugor.
Artens utbredningsområde är Jamaica. Inga underarter finns listade i Catalogue of Life.